# Tristan Hoffman
Tristan Henri Christiaan Hoffman (født 1. januar 1970 i Groenlo, Oost Gelre) er en tidligere landevejscykelrytter fra Holland. Siden starten af 2007 har han været en af sportsdirektørerne på Team High Road.